# Zujki
Zujki (lit. Zuikos) – wieś na Litwie, w okręgu uciańskim, w rejonie ignalińskim, w gminie Ignalino.

## Historia
W czasach zaborów wieś w gminie Daugieliszki, w powiecie święciańskim, w guberni wileńskiej Imperium Rosyjskiego. W 1866 roku miała 73 mieszkańców w 8 domach, należała do dóbr Kozaczyn, Bortkiewiczówi. W 1905 roku liczyła 124 mieszkańców.
W dwudziestoleciu międzywojennym wieś leżała w Polsce, w województwie wileńskim, w powiecie święciańskim, w gminie Daugieliszki.
W 1931 w 26 domach zamieszkiwały 134 osoby.
Miejscowość należała do parafii rzymskokatolickiej w Pułusze. Podlegała pod Sąd Grodzki w Święcianach i Okręgowy w Wilnie; właściwy urząd pocztowy mieścił się w Ignalinie.
Od 1990 roku na niepodległej Litwie.